# Benjamin Rosenberger
Benjamin Rosenberger (* 15. června 1996) je rakouský fotbalista, který hraje jako obránce za rakouský klub First Vienna FC 1894. Je bývalým mládežnickým reprezentantem Rakouska, hrál za reprezentace do 18 a do 19 let.
Na klubové úrovni hrál za Sturm Graz, Wolfsberger (hostování), Kapfenberger a Grazer AK. Od léta 2025 hraje za First Vienna.